# St. Maria Magdalena (Tiefenbronn)

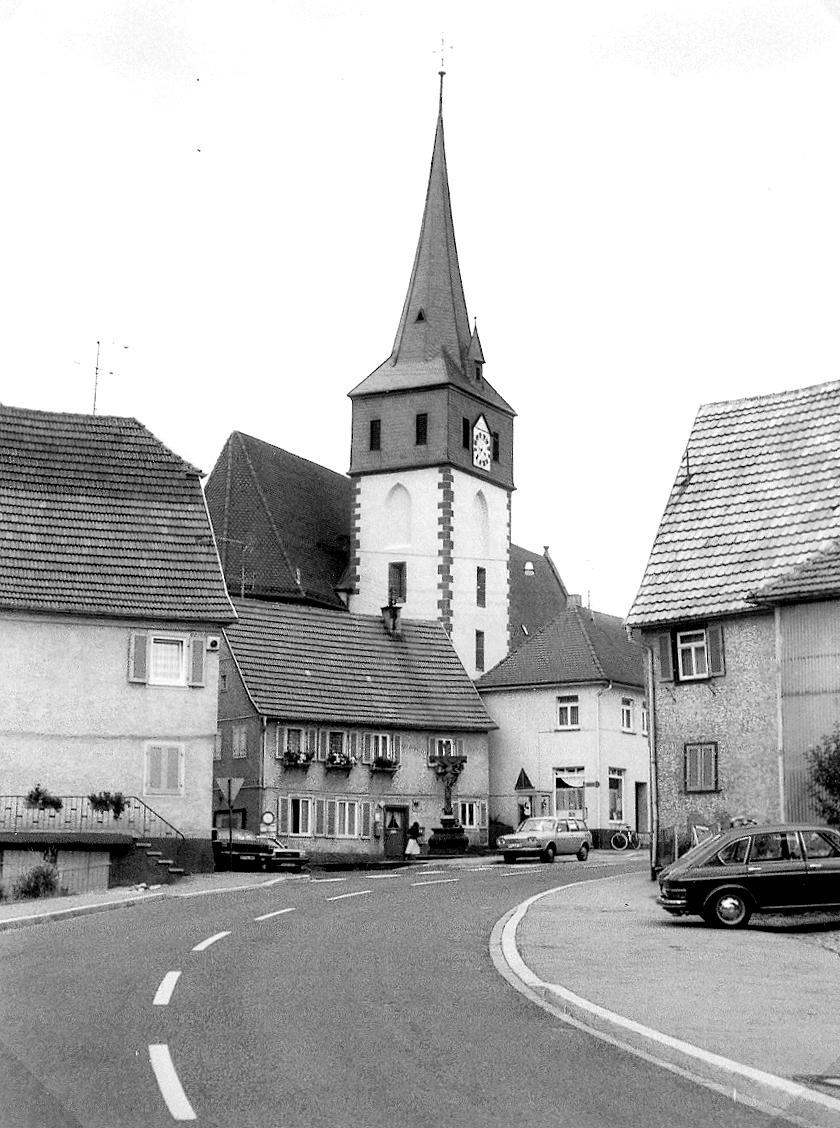
Ortsdurchfahrt von Tiefenbronn mit Blick auf den Turm von St. Maria Magdalena, Aufnahme von 1977

Die katholische Pfarrkirche St. Maria Magdalena in Tiefenbronn im Enzkreis (Baden-Württemberg) ist eine gotische Basilika, zu deren bedeutendsten Kunstschätzen fünf spätgotische Altarretabel, darunter der Magdalenenaltar von Lucas Moser, zählen.

## Geschichte

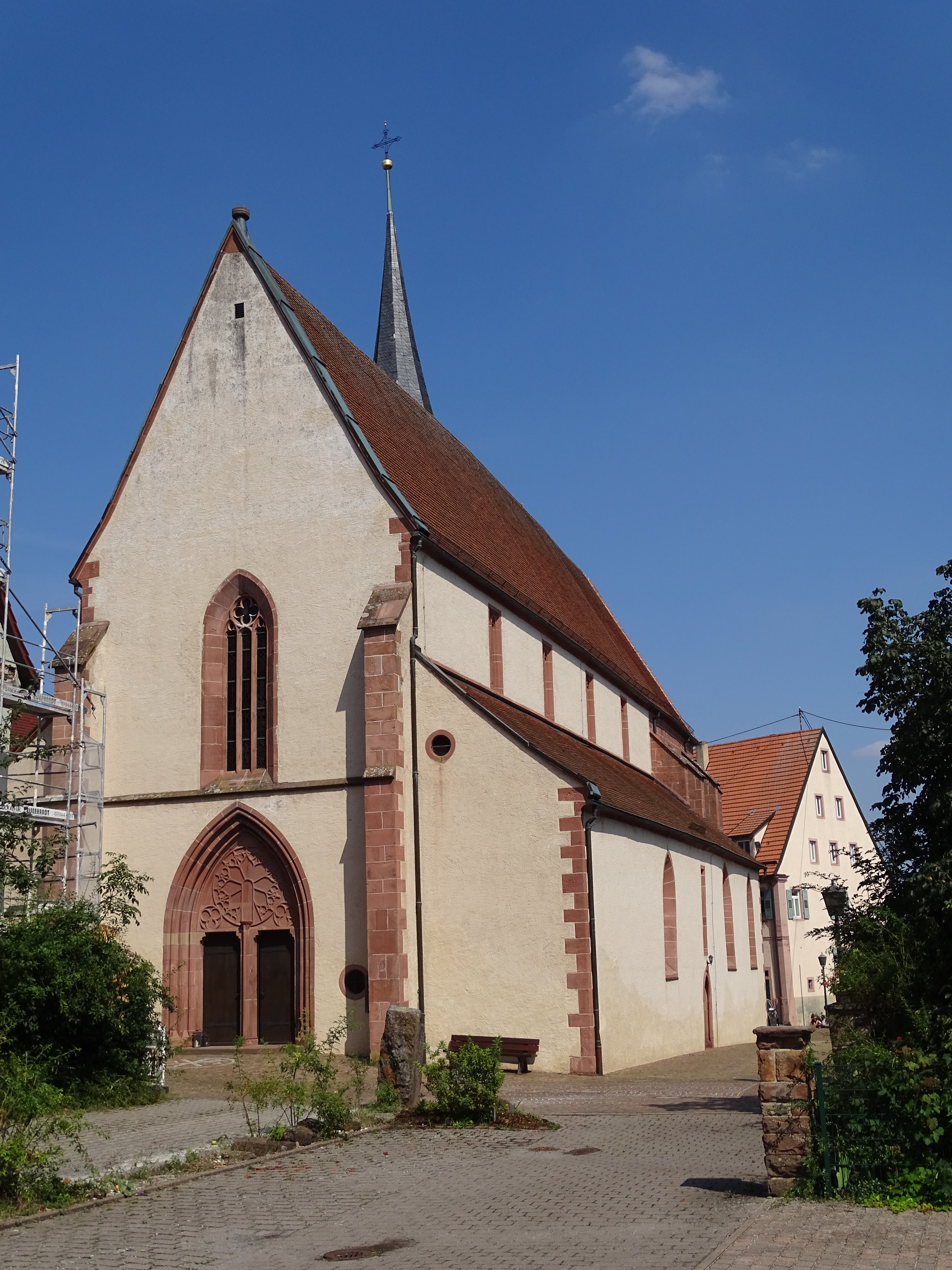
Westseite

Eine Kirche in Tiefenbronn wird bereits 1347 in der Urkunde mit der ersten Erwähnung des Ortes 1347 erwähnt. Dabei handelte es sich ursprünglich um eine Marienkapelle, die im späten 14. Jahrhundert weitere Stiftungen erhielt und eine Filialkirche der Pfarrkirche St. Agapitus in Friolzheim war. Das Patronatsrecht in Tiefenbronn lag wie das in Friolzheim beim Kloster Hirsau. Dabei blieb es auch, nachdem 1455 die Tiefenbronner Kirche von Friolzheim losgelöst und zur Pfarrkirche erhoben worden war. Der Ortsadel, seit dem 15. Jahrhundert die Linie Steinegg der Herren von Gemmingen, hatte in der Kirche seine Grablege.
Seit wann Wallfahrten nach Tiefenbronn stattfanden und welche Heilige dabei anfänglich verehrt wurden, ist unklar. Als sicher gilt, dass die Kirche in ihrer heutigen, um 1400 erreichten Gestalt durch räumliche Größe und zahlreiche Altarstellen bereits als Wallfahrtskirche angelegt war, deren Dimensionen weit über die einer ländlichen Dorfkirche hinausgehen.
1621 wird erstmals statt der Jungfrau Maria das Patrozinium der heiligen Maria Magdalena genannt, das 1683 päpstlich bestätigt wurde. Gleichzeitig verkam die Pfarrei in Tiefenbronn allmählich zur Bedeutungslosigkeit, so dass im 18. Jahrhundert Kirchengüter an die Bürgerschaft veräußert wurden und auch Kunstschätze zum baulichen Unterhalt der als „ruinos“ bezeichneten Kirche verkauft werden mussten. Der im 19. Jahrhundert aufkommende Kunsttourismus besserte die finanzielle Situation der Kirche wieder in gewissem Maß, doch trotz verschiedener Renovierungsmaßnahmen im späten 19. Jahrhundert beklagte 1924 der Oberstiftungsrat, dass sich die Kirche weiterhin „sowohl außen wie innen in einem sehr verwahrlosten, zum Teil sogar in scheinbar ruinösem Zustand“ befinde. In den letzten Tagen des Zweiten Weltkriegs wurde die Kirche durch Beschuss schwer beschädigt. Von 1947 bis 1951 wurde das Kircheninnere umfassend renoviert. Seit 1952 besteht die anfangs von Theodor Heuss geleitete Stiftung Lucas Moser Werk zur Erhaltung der kostbaren Ausstattung der Kirche. Seitdem fanden verschiedene größere Sanierungsmaßnahmen an Bauwerk und Ausstattung statt.
Nach einem Brand in der Sakristei im März 2013 musste die Kirche aufwändig gereinigt werden und blieb zu diesem Zweck mehrere Monate lang geschlossen.

## Architektur
Bei der gegenüber dem Rathaus in der Gemmingenstraße gelegenen Kirche handelt es sich um eine dreischiffige Basilika mit nach Osten angebautem zweijochigen Chor mit 5/8-Schluss, an den nördlich der Turm und daran östlich wiederum eine Sakristei angebaut sind.
Das älteste Bauteil der Kirche ist der um 1340 begonnene Chor mit gotischen Maßwerkfenstern und Rippengewölbe. Der Turmsockel und das von einer Flachdecke überzogene Langhaus wurden um 1400 errichtet, die Sakristei 1463 von Balthasar von Horrheim ergänzt. Die großen Fenster auf der Südseite des Langhauses wurden 1719 eingebrochen, in den nachfolgenden Jahren wurde der heutige Turmaufbau fertiggestellt. Ein einstiges Obergeschoss der Sakristei wurde 1783 wegen Einsturzgefahr abgerissen.
Im Westen des Langhauses ist eine Empore eingezogen, auf der sich die Kirchenorgel befindet. Verschiedene andere An- und Einbauten, darunter ein vom Schloss zur Kirche führender hölzerner Gang oder die einst im Mittelschiff eingebaute Patronatsloge, haben sich nicht erhalten.

## Ausstattung

### Altäre

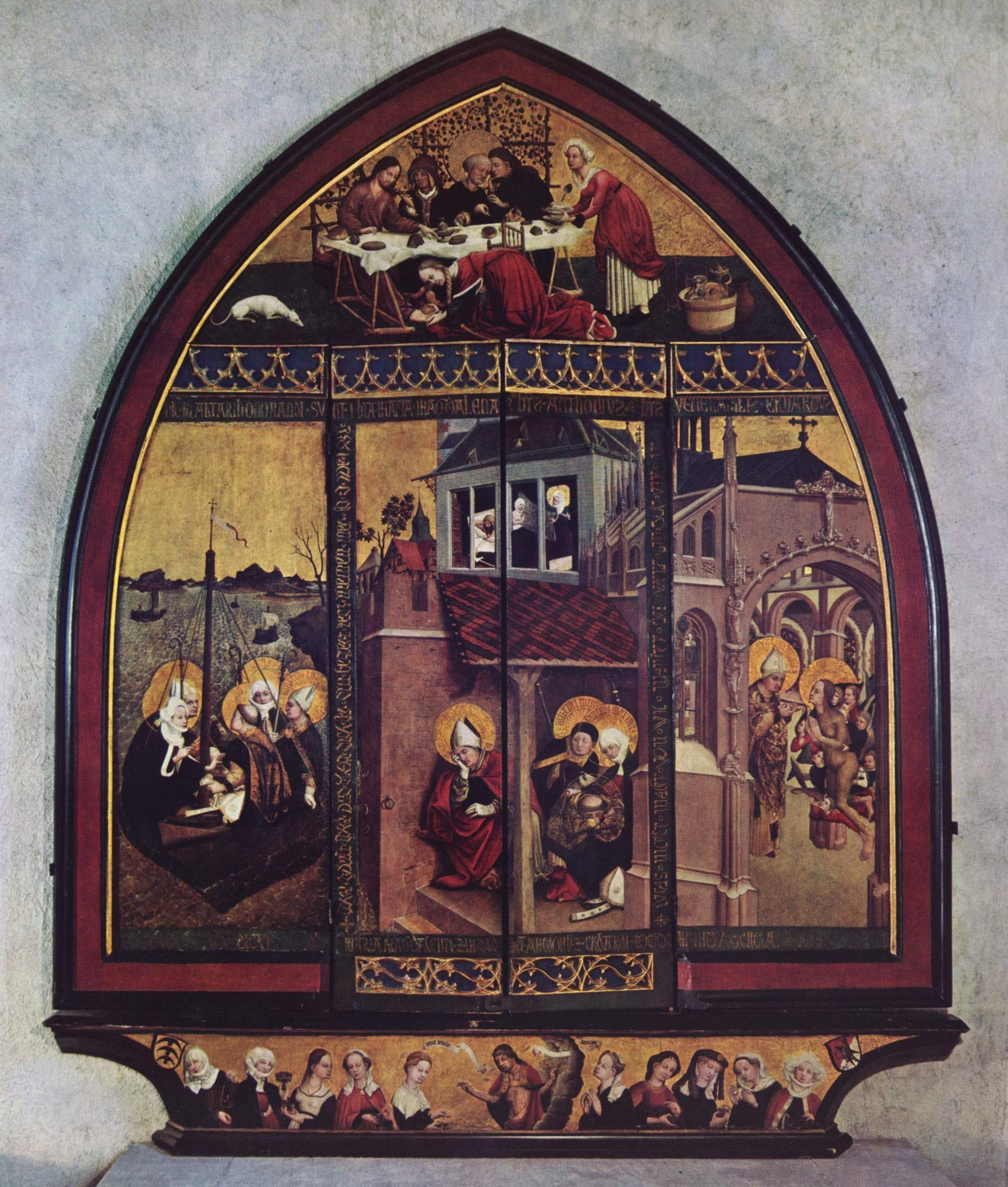
Magdalenenaltar von Lucas Moser

In der Kirche haben sich insgesamt fünf spätgotische Altarretabel erhalten, wenngleich sich gemäß alten Visitationsprotokollen einst mehr Altarstellen in der Kirche befunden haben, deren Anzahl und Aufstellungsort mehrfach wechselten. 1683 etwa sind sieben Altarstellen belegt.
Der Hochaltar im Chor gilt als Werk des Ulmer Meisters Hans Schüchlin aus der zweiten Hälfte des 15. Jahrhunderts. Er zeigt im Mittelschrein farbig gefasste Schnitzereien mit Kreuzabnahme und Beweinung Christi, die beidseitig bemalten Flügel zeigen weitere Szenen aus der Passion Christi. Im Gesprenge des Altars befindet sich eine geschnitzte Plastik des Gekreuzigten. Die Schnitzwerke des Altars könnten von Schüchlin an Hans Multscher vergeben worden sein.
Der Magdalenenaltar an der östlichen Stirnwand des südlichen Seitenschiffs gilt als Werk von Lucas Moser ebenfalls aus 15. Jahrhundert. Im Mittelschrein befindet sich eine geschnitzte und farbig gefasste Magdalenenstatue, in geschlossenem Zustand sind Szenen aus der Legende der Heiligen Magdalena zu sehen.
Der 1517 datierte Muttergottes-Altar im nördlichen Seitenschiff (historisch auch als Marienaltar oder Rosenkranzaltar bezeichnet) zeigt im Schrein farbig gefasste Figuren von Maria, Petrus und Paulus, auf den Innenflügeln farbig gefasste Reliefs der Heiligen Helena und Heraklius und auf den Außenflügeln Malereien mit den Heiligen Ursula und Apollonia. Als Aufsatz hat der eine geschnitzte Kreuzigungsgruppe.
Der Kreuzaltar im südlichen Seitenschiff ist 1524 datiert und entspricht in den Abmessungen und der Ausführung in etwa dem gegenüberliegenden Muttergottes-Altar. Der Mittelschrein zeigt eine farbig gefasste geschnitzte Kreuzigungsszene, die beidseitig bemalten Flügel zeigen innen die Taufe Christi und die Enthauptung Johannes des Täufers, außen die Heiligen Nikolaus von Myra und Katharina. Die Standflügel des Altars zeigen die Pestpatrone Sebastian und Rochus.
Der Familien-Altar unter der Orgelempore stammt ebenfalls aus der Zeit um 1520 und zeigt im Schrein die farbig gefassten geschnitzten Figuren der Heiligen Sippe.

### Wandmalereien
An der Wand zum Chor befinden sich zu beiden Seiten des Triumphbogens insgesamt vier Altarwandbilder aus der Zeit um 1400. An der Innenseite des Triumphbogens wurde ein das Weltgericht zeigendes weiteres Wandgemälde aus der Zeit um 1370 freigelegt. Bemerkenswert ist außerdem der Wappenfries im Langhaus mit zahlreichen Wappen der Kraichgau-Ritterschaft.

### Glasmalereien
Die Chorfenster tragen Glasmalereien aus dem 15. Jahrhundert mit Szenen aus dem Marienleben sowie Stifterwappen.

### Grabmäler
Die Kirche war über Jahrhunderte Grablege der Linie Steinegg der Herren von Gemmingen, von denen sich zahlreiche Grabmale und sonstige Denkmäler in der Kirche erhalten haben. Das schmuckvollste Epitaph der Kirche ist das von Otto d. J. von Gemmingen († 1558) an der Nordwand des Chors. Weitere künstlerisch bedeutende Grabmale sind im Chor die für Johann Konrad von Gemmingen († 1627) und seine Frau Margaretha Anna von Stein, im nördlichen Seitenschiff für Eitel Dietrich von Gemmingen († 1586), Dietrich IX. von Gemmingen († 1586) und Wolf Dietrich von Gemmingen († 1601) sowie im Südschiff für Bernhard von Gemmingen († 1518) und Dietrich VIII. von Gemmingen († 1542). Zu den geschichtlich bedeutenden Grabmalen zählt außerdem das des Pfarrers und Heimatforschers Georg Philipp Fordenbach († 1724).

### Kirchenschatz
Zu den sonstigen Kunstschätzen der Kirche zählt vor allem eine um 1500 entstandene, aus Silber gefertigte und teilweise vergoldete Monstranz, die um 1600 nach Tiefenbronn gekommen ist. Das Objekt ist reich mit Maßwerk und 49 vollplastischen Figuren verziert. Eventuell wurde das Objekt bei seiner Ankunft in Tiefenbronn schmäler umgestaltet, um Platz im steinernen Tabernakel von 1463 zu finden. Im Kirchenschatz befinden sich noch weitere wertvolle Gegenstände, darunter ein kupfervergoldetes Ziborium um 1450 und ein silbernes Rauchfass um 1540.

### Glocken
Die Kirche verfügt als einzige Kirche im weiteren Umkreis über ein vollständig erhaltenes barockes Geläut, das nicht den Ablieferungen der beiden Weltkriege zum Opfer fiel. Die Glocken der Kirche gehen auf alte Glocken von 1418 und 1551 zurück, die 1722 bei Heinrich Ludwig Gosman in Landau zu den heutigen drei Glocken umgegossen wurden. Die größte der Glocken hat einen Durchmesser von 1154 mm und den Schlagton e', die mittlere Glocke hat einen Durchmesser von 930 mm und den Schlagton gis', die kleinste Glocke hat einen Durchmesser von 765 mm und den Schlagton h'. Alle drei Glocken haben identische Inschriften, die das Gussjahr 1722 und den Gießer Gosman sowie den Patronatsherrn Johann Friedrich Carl von Gemmingen, den Pfarrer und weitere Honoratioren der Zeit nennen. Im Joch der großen Glocke ist zusätzlich noch die Jahreszahl 1723 zu sehen, die das Jahr der Inbetriebnahme des Geläuts benennt. Die Glocken sind mit figürlichem Schmuck versehen und zeigen jeweils eine Mondsichelmadonna und eine Kreuzigungsgruppe.